# Dunhart
Dunhart (Dunharrow en anglais) est un endroit fictif de la Terre du Milieu dans l'œuvre de J. R. R. Tolkien. C'était un refuge des Rohirrim, caché dans les Montagnes Blanches et fortifié contre les attaques. Dunhart était employé comme refuge par les hommes des Montagnes Blanches pendant le Deuxième Âge (plusieurs siècles avant que le Rohan n'existe). Dunhart donne sur Val de Hart, la vallée du fleuve Snawburna. Afin d'atteindre le refuge, un escalier a été conçu.  Ce chemin a été garni de statues connues sous le nom de Púkel-men (statues à l'origine découpées par les hommes des Montagnes Blanches, à l'image des Drúedain). Les grandes pierres découpées ont marqué l'entrée au Dimholt, un amphithéâtre naturel, qui mène au Chemin des Morts.